# Videojoc simulador de cites
Un simulador de cites, també conegut com a Dating sim, és un gènere de videojocs, usualment japonès, amb elements romàntics. Contrari a la falsa idea molt popular en occident, molt pocs d'aquests jocs estan relacionats amb sèries de manga o anime, encara que existeixen alguns excepcions, com els inspirats en Tokimeki Memorial, Angelique, Sotsugyo M, Chobits i Love Hina.
Alguns simuladors de cites han estat importats a països d'Amèrica especialment als Estats Units per companyies com JAST USA i G-Collections; no obstant això la majoria no ha sortit del Japó, o almenys no com llançaments oficials.

## Definicions tècniques
Un simulador de cites és un joc de simulació on el jugador adopta paper, usualment el de si mateix escollint a un personatge fictici, i completant certs objectius. El més comú és sortir amb una dona, (usualment més d'una) i arribar a un nivell alt de relació amb ella en un temps limitat. El jugador usualment ha d'incrementar els seus diners mitjançant diferents treballs o altres activitats. Les qualitats també ocupen un paper important. Aquestes poden ser incrementades complint diversos objectius. Totes aquestes activitats prenen temps i els jocs d'aquest tipus usualment utilitzen temps realistes per a això.
Tècnicament, el terme "simulador de cites" es refereix a un ampli grup de jocs com Tokimeki Memorial que oferixen cites virtuals i les característiques dels jocs de simulació. No obstant això, en la pràctica el terme "simulador de cites" aplica a qualsevol tipus de joc romàntic d'animi, incloent aquells que poden ser classificats com jocs renai o jocs bishōjo per alguns fanàtics.

## Característiques
Dōkyūsei va establir les convencions bàsiques per als simuladors de cites en 1992. En un simulador de cites característic, el jugador controla a un personatge masculí envoltat de personatges femenins. La jugabilidad embolica el converses amb una selecció d'aquests personatges femenins amb intel·ligència artificial, intentant incrementar la seva "medidor d'amor" intern al seleccionar correctament els diàlegs. El joc ocorre en un temps virtual definit, que poden anar des d'un mes fins a tres anys. Quan el joc acaba, el jugador pot tant perdre el joc si no assoleix desenvolupar completament el seu romanç amb qualsevol de les noies, com completar-lo amb una d'elles, de vegades tenint sexe o arribant a l'amor etern. Això li dona al joc més possibilitats de ser jugat novament obtenint diferents resultats a diferència d'altre tipus de gèneres, atès que el jugador es pot concentrar en diferents noies cada vegada, tractant d'obtenir un final diferent.
Diversos títols existeixen on el personatge que adopta el jugador és femení i els objectius d'afecte són masculins; Angelique, Harukanaru Toki no Naka De, La Corda D'Oro, Kimagure Strawberry Cafe, i Tokimeki Memorial Girl's Side són alguns d'aquest gènere conegut com a GxB. Encara que pocs en nombre, existeixen una variant lèsbica del gènere (GxG) i altres on no existeixen línies de gènere.
Existeixen moltes variants temàtiques d'aquest gènere: els romanços d'escola superior són els més comuns, però un simulador de cites pot prendre lloc en atmosferes de fantasia i emboliquen desafiaments com l'haver de defensar a una noia de monstres. Els simuladors de cites, com el seu nom els suggereix, generalment s'esforcen per obtenir una atmosfera romàntica.

## Simuladors de cites importants
- Angelique
- Kana Imōto
- McKenzie & Co.
- Season of Sakura
- To Heart
- Tokimeki Memorial
- True Love '95
- Dividead
- Love Hina Advance